# Casa Genta

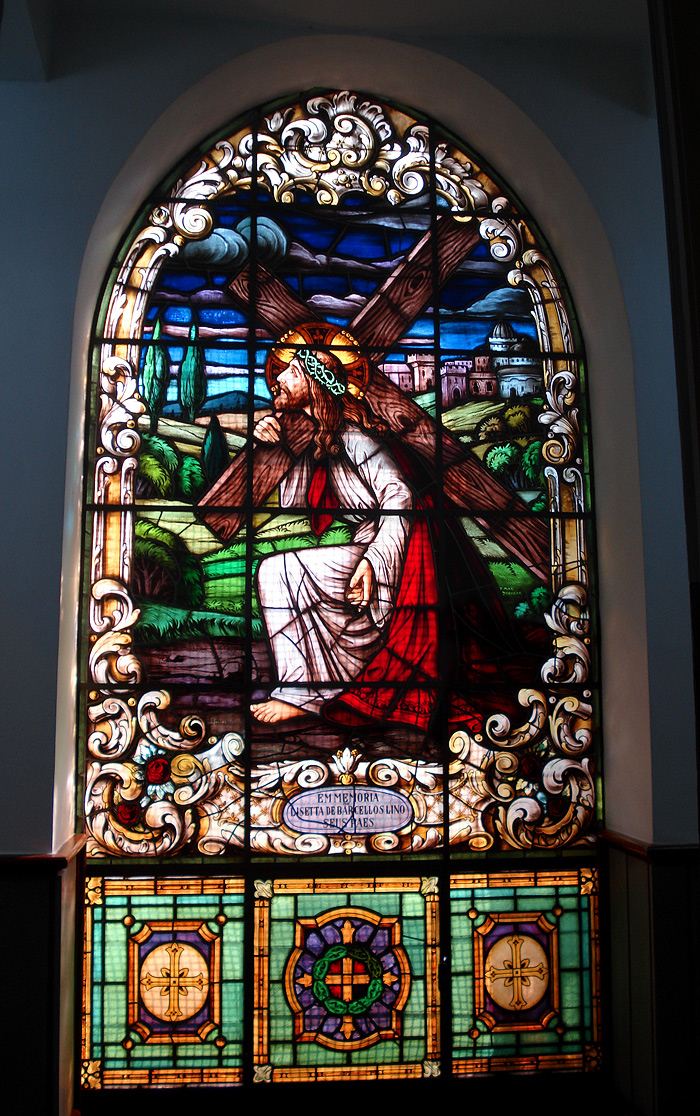
Vitral na Capela Senhor dos Passos em Porto Alegre

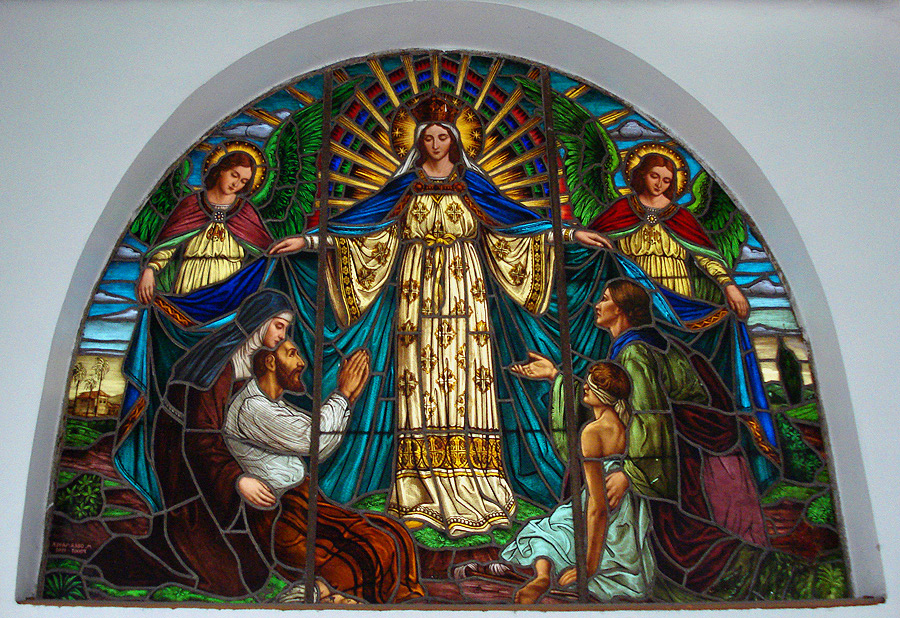
Vitral na Santa Casa de Porto Alegre

A Casa Genta foi uma empresa de produção e comércio de vidros e vitrais sediada na cidade brasileira de Porto Alegre.
Foi fundada em 1906 por Antônio Genta, nascido em 1879 em Montevidéu, filho do vidreiro italiano Giuseppe Genta e da uruguaia Balbina Salaberry. Inicialmente uma pequena oficina na Avenida Floresta, contando com a colaboração do irmão Miguel Genta, em torno de 1923 incorporou os sócios Helmuth Schmidt Filho e Arthur Felipe Fischer, mudando sua razão social para Genta Irmãos & Schmidt. Já contava com aparelhagem moderna e tinha uma loja comercial, produzindo espelhos, gravuras e ornamentos em vidro. Não existindo muitos profissionais no mercado, Miguel viajava à Europa para atrair candidatos, além de adquirir materiais e aprender novas técnicas.
A partir da década de 1930 a produção de vitrais foi incrementada. Os vitrais usavam em parte materiais importados, como ferramentas e vidro colorido, e gravação e pintura eram realizadas pela empresa. Segundo Diego Pufal, "as técnicas usadas pela fábrica de vidros eram, sem dúvida, de ponta para a época, tanto que os seus produtos não só se destinavam ao mercado interno, como para o exterior, como se pode ver das várias propagandas estampadas nos jornais de então".
Seus trabalhos foram premiados com medalha de bronze na Exposição Universal de Chicago em 1933, medalha de ouro em 1925 na Exposição do Cinquentenário da Colonização Italiana em Porto Alegre, e medalha de ouro na Exposição do Centenário da Farroupilha de 1935, em Porto Alegre. Em 1936 Antonio retirou-se da empresa e a razão social passou a ser M. Genta, Schmidt & Cia. Em 1942 Marcelo Pascoal Genta, filho de Miguel, entrou na sociedade. Em 1950 a sede da empresa foi transferida para a Rua do Parque. Nesta época começou a produzir também vidros e espelhos de veículos automotores. Após o falecimento de Helmuth Schmidt a empresa foi transformada em sociedade anônima em 17 de setembro de 1959, adotando o nome de Genta S.A. Filiais foram fundadas em Caxias do Sul (1960) e Passo Fundo (1963), mas nesta época a empresa iniciou um declínio, passando a se concentrar na produção de vidros planos e espelhos. Encerrou suas atividades em 12 de março de 1998.
A Casa veio a incorporar diversos artistas qualificados, destacando-se o alemão Maximilian (Max) Dobmeier, especialista em pinturas de vitral nas décadas de 1930 a 1950, Lorenz Heilmaier, alemão, especialista em vitral na década de 1950, François Ferdinand Urban, desenhista e executor de vitrais, Evaristo Iglesias, espanhol, responsável pelos trabalhos de vidro gravado com ácidos, e o espanhol Francisco Huguet, ativo entre 1940 e 1980, desenhista e projetista. Segundo Wertheimer & Gonçalves, a empresa tornou-se uma referência nacional e internacional na produção de vitrais, e foi "sem dúvida, o ateliê de maior representatividade e sua presença marcou mais de uma geração no ramo vidreiro e na memória coletiva rio-grandense".
Com uma produção vasta, produziu vitrais para residências, escolas, sedes de bancos e outras instituições, mas especialmente para igrejas, como a Igreja de Santo Antônio em Guaporé, a Igreja de Santa Catarina em Feliz, a Igreja de Nossa Senhora de Fátima em Araçá, a Igreja de Nossa Senhora do Perpétuo Socorro em Arroio do Meio, a prefeitura de Dom Pedrito, o Educandário Coração de Maria em Rio Grande, a Igreja de Santa Ana em Capela de Santana, a Igreja de São Caetano em Dom Ricardo, a Capela de São José em Itaara, a Igreja da Imaculada Conceição em Jari, a Igreja de Santo Inácio de Loyola em Lajeado, a Igreja do Sagrado Coração de Jesus em Nova Bassano, a Igreja de São João Batista em Nova Bréscia, a Igreja de São José em Roca Sales, o Santuário de Nossa Senhora do Rosário em Serafina Correa, a Catedral de Santa Maria, em Pelotas a Catedral São Francisco de Paula e a Universidade Católica, e em Porto Alegre a Catedral Metropolitana, a Igreja de Santa Teresinha, a Santa Casa, a Capela Nosso Senhor dos Passos, a Catedral Anglicana e a Igreja de São Pedro.